# Брент Гейден
Брент Гейден  (англ. Brent Hayden, 20 жовтня 1983) — канадський плавець, олімпійський медаліст.                                                                                                                                           

## Виступи на Олімпіадах
| Олімпіада   | Дисципліна                            | Місце |
| ----------- | ------------------------------------- | ----- |
| Афіни 2004  | плавання на 200 метрів вільним стилем | 13    |
| Афіни 2004  | естафета 4 × 100 вільним стилем       | 9     |
| Афіни 2004  | естафета 4 × 200 вільним стилем       | 5     |
| Афіни 2004  | комплексна естафета 4 × 100           | 10    |
| Пекін 2008  | плавання на 100 метрів вільним стилем | 14    |
| Пекін 2008  | плавання на 200 метрів вільним стилем | 17    |
| Пекін 2008  | естафета 4 × 100 вільним стилем       | 6     |
| Пекін 2008  | естафета 4 × 200 вільним стилем       | 5     |
| Пекін 2008  | комплексна естафета 4 × 100           | 10    |
| Лондон 2012 | плавання на 50 метрів вільним стилем  | 14T   |
| Лондон 2012 | плавання на 100 метрів вільним стилем | 3     |
| Лондон 2012 | естафета 4 × 100 вільним стилем       | 10    |
| Лондон 2012 | комплексна естафета 4 × 100           | 8     |

## Зовнішні посилання
- Досьє на sport.references.com [Архівовано 21 вересня 2011 у Wayback Machine.]